# Lipotriches acaciae
Lipotriches acaciae är en biart som först beskrevs av Cockerell 1935.  Lipotriches acaciae ingår i släktet Lipotriches och familjen vägbin. Inga underarter finns listade i Catalogue of Life.